# France Kralj
France Kralj, slovenski slikar,  kipar, grafik, ilustrator in pedagog, * 26. september 1895, Zagorica, Dobrepolje, † 16. februar 1960, Ljubljana.

## Življenje
Oče mu je bil kmet, rezbar in podobar Janez, mati mu je bila kmetica Marjeta (rojena Sever). Kralj je letih 1920-1923 sinonim ekspresionizma na Slovenskem v vseh likovnih zvrsteh.